# Unione Sportiva Castelnuovo Garfagnana 2002-2003
Questa voce raccoglie le informazioni riguardanti l'Unione Sportiva Castelnuovo Garfagnana nelle competizioni ufficiali della stagione 2002-2003.

## Rosa
| N. |                   | Ruolo | Calciatore          |
| -- | ----------------- | ----- | ------------------- |
|    | Italia (bandiera) | C     | Manuel Alberti      |
|    | Italia (bandiera) | A     | Riccardo Belluomini |
|    | Italia (bandiera) | D     | Luca Bertini        |
|    | Italia (bandiera) | A     | Damiano Biggi       |
|    | Italia (bandiera) | C     | Giovanni Capuano    |
|    | Italia (bandiera) | C     | Enzo Cavalcante     |
|    | Italia (bandiera) | A     | Damiano Chiriacò    |
|    | Italia (bandiera) | D     | Andrea Cipolli      |
|    | Italia (bandiera) | D     | Michele Coppola     |
|    | Italia (bandiera) | D     | Simone Felici       |
|    | Italia (bandiera) | C     | Francesco Fiori     |
|    | Italia (bandiera) | C     | Valerio Fommei      |

| N. |                   | Ruolo | Calciatore           |
| -- | ----------------- | ----- | -------------------- |
|    | Italia (bandiera) | P     | Massimiliano Franchi |
|    | Italia (bandiera) | C     | Massimo Garfagnini   |
|    | Italia (bandiera) | D     | Andrea Gazzoli       |
|    | Italia (bandiera) | D     | Luigi Grassi         |
|    | Italia (bandiera) | D     | Massimo Macelloni    |
|    | Italia (bandiera) | C     | Nicola Malventi      |
|    | Italia (bandiera) | A     | Francesco Martelloni |
|    | Italia (bandiera) | C     | Christian Pennucci   |
|    | Italia (bandiera) | C     | Daniele Puccetti     |
|    | Italia (bandiera) | A     | Matteo Rossi         |
|    | Italia (bandiera) | C     | Simone Tolaini       |
|    | Italia (bandiera) | P     | Marco Vaiani         |